# لیام لارنس
لیام لارنس (انگلیسی: Liam Lawrence؛ زادهٔ ۱۴ دسامبر ۱۹۸۱) یک بازیکن فوتبال اهل ایرلند است.